# Sedia Windsor

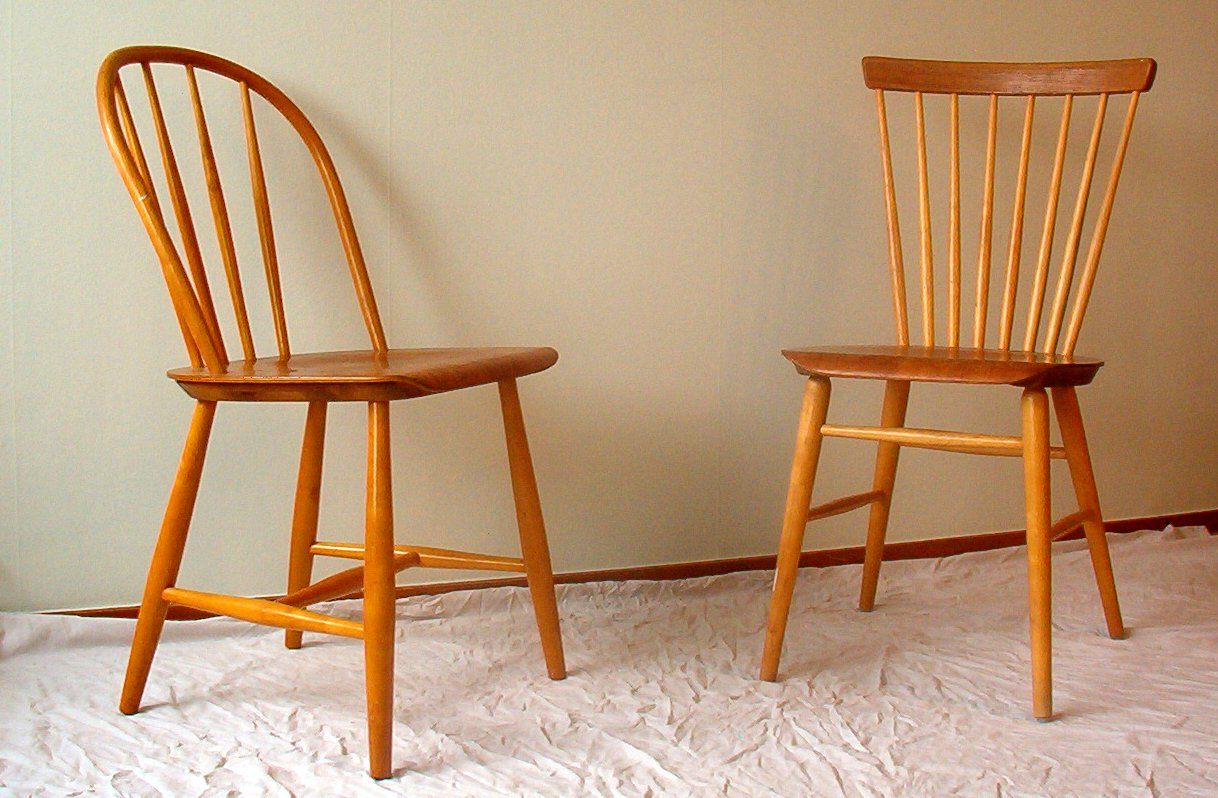
Due sedie Windsor

La sedia Windsor è un tipo di sedia introdotto intorno al XVI secolo.

## Storia
La tecnica di realizzazione di queste sedie, conosciute come sedie Windsor, fu probabilmente introdotta da artigiani specializzati nella fabbricazione di ruote, esperti nella lavorazione del legno. Questi artigiani sfruttarono le loro competenze nella modellatura e nell'intaglio del legno per sviluppare un design caratterizzato da uno schienale curvato e gambe inclinate, che offrivano stabilità e comfort. Intorno al 1724, uno dei primi centri di produzione delle sedie Windsor, chiamate anche sedie per arpa, sorse nei pressi di High Wycombe in Inghilterra, una località che divenne un importante polo manifatturiero di mobili in legno. Oggi, High Wycombe ospita un piccolo museo delle sedie, che conserva ed espone esemplari dei primi modelli prodotti, offrendo una testimonianza storica dell'evoluzione di queste sedie. Le sedie venivano fabbricate e successivamente spedite dalla città di Windsor a Londra sfruttando il fiume Tamigi come via di trasporto. Grazie alla loro robustezza e al loro stile pratico, le sedie Windsor divennero popolari anche oltre i confini inglesi. Già dal 1726, diversi esemplari venivano esportati negli Stati Uniti dove guadagnarono popolarità e si diffusero rapidamente, influenzando la produzione di mobili nel Nord America 

## Caratteristiche
Le sedie Windsor sono realizzate principalmente con legno di pino, frassino, olmo, acero, salice e faggio. Per assemblare le varie parti della sedia vengono utilizzati giunti a tenone e mortasa. Spesso lo schienale è costituito da un arco ottenuto con la tecnica di curvatura del legno a vapore. Il tipo "a pettine" (di lavorazione più antica) ha un listello superiore orizzontale leggermente curvo. La parte superiore del sedile, di forma arrotondata, presenta solitamente al centro un rilievo a forma di sella. In origine le sedie venivano spesso rifinite con diversi strati di vernice, mentre oggi vengono normalmente completate con una pittura trasparente. La sedia Windsor si distingue per l'uso di diverse tipologie di legno per ciascuna parte.